# Centropolis Entertainment
Centropolis Entertainment — кинопроизводственная компания, основанная в 1985 году как Centropolis Film Productions немецким кинорежиссёром Роландом Эммерихом и американским кинопродюсером Дином Девлином.

## История
В 1996 году Эммерих и Девлин основали свою студию спецэффектов Centropolis Effects, которая занималась созданием визуальных эффектов для фильмов их компании. Студия была закрыта в 2001 году.
В 1997 году компания запустила телевизионное подразделение Centropolis Television. Его первым проектом стал сериал «Визитер», который транслировался на канале Fox.
В 1998 году Centropolis заключила контракт с Sony Pictures Entertainment на производство фильмов для этой студии. После заключения контракта, Дин Девлин заявил: «У нас нет определённого количества фильмов, которые мы должны выпустить. Наша цель — стать основным поставщиком кинопроектов для Sony. Всё зависит от того, сколько проектов мы сможем реализовать, не снижая их качества. Однако мы настроены амбициозно и планируем выпускать как минимум один, а возможно, два или три фильма в год».
В конце 1990-х годов игровое подразделение компании, Centropolis Interactive, выпускало многопользовательские онлайн-игры, такие как Godzilla Online, ID4 Online, Darkness Falls: The Crusade и Spellbinder: The Nexus Conflict.
В 2001 году один из основателей компании, Дин Девлин, покинул Centropolis, чтобы основать свою собственную компанию Electric Entertainment. Это было связано с тем, что Sony не продлила контракт с Centropolis, и Эммерих решил, что больше не хочет управлять крупной продюсерской компанией, предпочитая сосредоточиться на своих режиссёрских проектах.

## Фильмография

### Фильмы
| Год  | Название                        | Оригинальное название        | Указана как                  |
| ---- | ------------------------------- | ---------------------------- | ---------------------------- |
| 1985 | Вступая в контакт               | Joey                         | Centropolis Film Productions |
| 1990 | Луна-44                         | Moon 44                      | Centropolis Film Productions |
| 1992 | Универсальный солдат            | Universal Soldier            | Centropolis Film Productions |
| 1994 | Звёздные врата                  | Stargate                     | Centropolis Film Productions |
| 1996 | День независимости              | Independence Day             | Centropolis Entertainment    |
| 1998 | Годзилла                        | Godzilla                     | Centropolis Entertainment    |
| 1999 | Тринадцатый этаж                | The Thirteenth Floor         | Centropolis Entertainment    |
| 2000 | Патриот                         | The Patriot                  | Centropolis Entertainment    |
| 2002 | Атака пауков                    | Eight Legged Freaks          | Centropolis Entertainment    |
| 2004 | Послезавтра                     | The Day After Tomorrow       | Centropolis Entertainment    |
| 2007 | Рабство                         | Trade                        | Centropolis Entertainment    |
| 2008 | 10 000 лет до нашей эры         | 10,000 BC                    | Centropolis Entertainment    |
| 2009 | 2012                            | 2012                         | Centropolis Entertainment    |
| 2011 | Аноним                          | Anonymous                    | Centropolis Entertainment    |
| 2013 | Штурм Белого дома               | White House Down             | Centropolis Entertainment    |
| 2015 | Стоунволл                       | Stonewall                    | Centropolis Entertainment    |
| 2016 | День независимости: Возрождение | Independence Day: Resurgence | Centropolis Entertainment    |
| 2019 | Мидуэй                          | Midway                       | Centropolis Entertainment    |
| 2022 | Падение луны                    | Moonfall                     | Centropolis Entertainment    |
| 2022 | Волшебная флейта                | The Magic Flute              | Centropolis Entertainment    |

### Сериалы
| Год       | Название            | Оригинальное название | Указана как               |
| --------- | ------------------- | --------------------- | ------------------------- |
| 1997-1998 | Визитер             | The Visitor           | Centropolis Television    |
| 1998-2000 | Годзилла            | Godzilla: The Series  | Centropolis Television    |
| 2024      | Обречённые на славу | Those About to Die    | Centropolis Entertainment |